# Къмюнити Шийлд 2017
Къмюнити Шийлд 2017 е 95-ото издание на турнира Къмюнити Шийлд – еквивалент на мача за Суперкупата в другите страни.
Срещата се играе между шампиона на Англия за сезон 2016/17 Челси и носителя на ФА Къп за сезон 2016/17 Арсенал, който побеждава на финала Челси с 2:1.

## На заден план
Това е 22-ро участие на Арсенал в двубоите за суперкупата на Англия, като последното им участие е през 2015 г., когато печели именно срещу Челси 1:0. Челси играят за 12-и път в турнира.

## Детайли
| 6 август 2017 г. 18:00 |

| Арсенал | 1:1 | Челси |
| ------- | --- | ----- |
| 1       |     | 1     |

| Уембли, Лондон |